# UTC+08:00

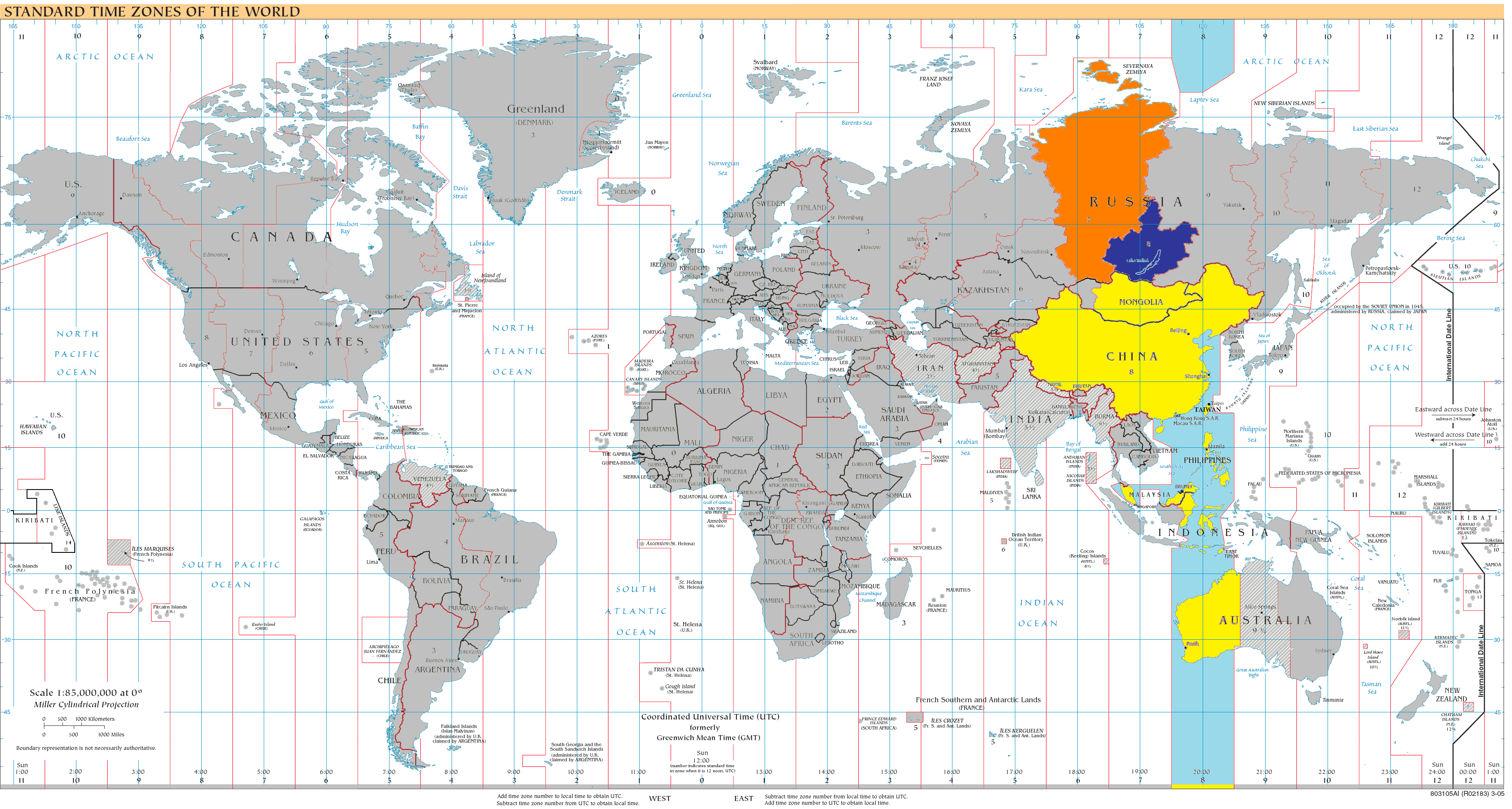
2008年的UTC+8：藍色 （12月），黃色 （全年），橙色（6月），淡蓝（海洋）

UTC+08:00是比世界協調時間快8小時的時區，理論上的位置在東經112度30分至127度30分之間，是東盟標準時間的候選時區之一，居住在本時區的人數約有17億人，占全世界人口的24%，是全世界人口最多的時區。
该时区亦为包括中國大陸、香港、澳門、臺灣、新加坡、馬來西亞、菲律賓、文莱、印尼中部、澳洲西部及俄羅斯西伯利亞聯邦管區東部伊爾庫茨克州在内的时区。

## 作為標準時間（全年）
- 中国大陆：北京时间[1][2]
- 臺灣：國家標準時間
- 香港：香港標準時間[3]
- 澳門：澳門標準時間
- 蒙古国（全国大部分地区）[4][5]
- 菲律賓：菲律賓標準時間
- 马来西亚：马来西亚标准时间
- 新加坡：新加坡標準時間[6]
- 印度尼西亞：中部地區
  - 东加里曼丹省
  - 南加里曼丹省
  - 峇里省
  - 蘇拉威西島
- 俄羅斯：伊尔库茨克时间[7]

澳大利亞時區圖

- ：澳大利亚西部标准时间（AWST—Australian Western Standard Time）
  - 西澳大利亚州
- 南极洲部分科考站，参见南极时区

## 官方意义上的UTC+8和地理意义上的UTC+8

### 在UTC+8的经度范围（东经112度30分~东经127度30分）但使用其他时区的

#### 使用UTC+7
- 印度尼西亚东爪哇省（包括首府泗水）、中加里曼丹省大部、西加里曼丹省东部
- 俄罗斯克拉斯诺亚尔斯克边疆区极东部

#### 使用UTC+9
- 东帝汶
- 南韓西部（包括首都首尔）
- 北韓西部（包括首都平壤）
- 日本的八重山群岛、宮古群島
- 俄罗斯外贝加尔边疆区东部（包括首府赤塔）、阿穆尔州大部、萨哈共和国西部

### 不在UTC+8的经度范围但使用UTC+8的

#### 东经67度30分~东经82度30分（地理上为UTC+5）
- 中国大陆
  - 西藏自治区极西部及新疆维吾尔自治区西部

#### 东经82度30分~东经97度30分（地理上为UTC+6）
- 中国大陆
  - 西藏自治区大部（包括首府拉萨市）
  - 新疆维吾尔自治区东部（包括首府乌鲁木齐市）
  - 青海省西部
  - 甘肃省和内蒙古自治区极西部
- 蒙古
  - 戈壁阿尔泰省和扎布汗省大部

#### 东经97度30分~东经112度30分（地理上为UTC+7）
- 新加坡
- 马来西亚
  - 马来半岛（包括马来西亚首都吉隆坡）
  - 砂拉越州西部（包括首府古晋）
- 中国大陆
  - 海南省
  - 广西壮族自治区
  - 云南省
  - 贵州省
  - 四川省
  - 重庆市
  - 宁夏回族自治区
  - 陕西省
  - 甘肃省大部（包括省会兰州市，除了酒泉市西部）
  - 湖南省西部⅔
  - 湖北省西半部
  - 山西省西半部
  - 内蒙古自治区西半部（包括首府呼和浩特市，除了阿拉善盟极西部）
  - 广东省西部⅓
  - 河南省西部⅓
- 蒙古中部的大部分（包括首都乌兰巴托）
- 俄罗斯
  - 伊尔库茨克州和布里亚特共和国绝大部分

#### 东经127度30分~东经142度30分（地理上为UTC+9）
- 澳大利亚
  - 西澳大利亚州极东部
- 中国大陆
  - 吉林省极东部及黑龙江省东部

## 时区偏差最大的地区
- 中国大陆新疆维吾尔自治区克孜勒苏柯尔克孜自治州乌恰县（东经73度30分）是使用UTC+8的地区的最西端。当那里的时钟指向8:00时，那里地方时实际是4:54。
- 中国大陆黑龙江省佳木斯市抚远市黑瞎子岛（东经135度00分）中部是使用UTC+8的地区的最东端。当那里的时钟指向8:00时，那里地方时实际为9:00。

## 历史上曾是UTC+8的国家及地区

使用时期1918年到1949年（臺灣於1945年加入中原時區），已廢止

- 大日本帝国：西部标准时（八重山群岛、宫古群岛、臺灣，1895年至1937年）
- 滿洲國（1932年至1937年）
- 中華民國东部部分地区：中原標準時間（1918年至1949年，中国当时的五个时区之一）
- 苏联：雅库茨克时间（1924年至1930年，之后改用UTC+09:00）
- 俄羅斯：克拉斯诺亚尔斯克时间（2011年至2014年，夏令时：1981年至2011年）
- 俄羅斯：外贝加尔边疆区时间（2014年至2016年，之后改用UTC+09:00的雅库茨克时间）
- 独立前的 东帝汶：当时东帝汶仍然使用印度尼西亚中部标准时间
- 南越：西貢標準時間（1955年、1960年至1975年）